# سيرفارو
سيرفارو هي بلدة وكومونا (بلدية) في مقاطعة فروزينوني من منطقة لاتسيو الإيطالية ، وتقع تحديدًا في وادي ليري ، وعلى بعد حوالي 130 كيلومتر (81 ميل) من الجنوب الشرقي لروما و 50 كيلومتر (31 ميل) من الجنوب الشرقي لفروزينوني .
تقع سيرفارو على حدود البلديات التالية : كاسينو ، وسان فيتوري ديل لاتسيو ،وأيضًا سانت إيليا فيوميرابيدو ، وفاليروتوندا ، وفيتكوسو .

## تاريخ
نشأت سيرفارو من قلعة بنيت في أوائل العصور الوسطى من قبل رئيس دير بتروناكس من مونتي كاسينو .
دُمرت سيرفارو في معركة مونتي كاسينو خلال الحرب العالمية الثانية .

## المعالم السياحية الرئيسية
- كنيسة مادونا دي بيتيرنس
- تقع قلعة مونتي تروتشيو على تل يمكن الوصول إليه فقط سيرًا على الأقدام من طريق بانورامي الطويل. والذي يقع على بعد مسافة قصيرة بالسيارة من دير مونتي كاسينو الشهير.

تقع حديقة أبروتسو الوطنية بمسافة ليست ببعيدة من تلك المنطقة.

## مواصلات
مطار روما شيامبينو هو أقرب مطار، ولديها أيضًا مطار ليوناردو دا فينشي ومطار نابولي.
يمكنك الوصول من روما إلى سيرفارو بسهولة بالقطار أو بالحافلة أو بالسيارة عبر الطريق السريع A1 (مخرج كاسينو). ويمكنك أيضًا الوصول لها بالحافلات المخصصة بالقرى المجاورة أو من محطات الحافلات بالقرب من مدينة كاسينو حيث تصل الحافلات إلى وجهات لاتسيو الأخرى. كوترال هي الشركة الإقليمية التي تدير الخدمات في جميع لاتسيو.

## روابط خارجية
- الموقع الرسمي